# Xanthorhoe procilla
Xanthorhoe procilla är en fjärilsart som beskrevs av Druce 1893. Xanthorhoe procilla ingår i släktet Xanthorhoe och familjen mätare. Inga underarter finns listade i Catalogue of Life.